# Moneasa (gmina)
Moneasa – gmina w Rumunii, w okręgu Arad. Obejmuje miejscowości Moneasa i Rănușa. W 2011 roku liczyła 864 mieszkańców.